# Gabriel Nunes
Gabriel José Moura Nunes Soares (Euclides da Cunha, 23 de junho de 1983) é um  político brasileiro, filiado ao partido PSD, foi eleito para o cargo de deputado federal pela Bahia.

## Biografia
É filho do ex-deputado federal José Nunes Soares, (PSD), e da ex-prefeita de Euclides da Cunha Fátima Nunes.
Foi superintendente de habitação no estado da secretaria do desenvolvimento urbano (Sedur) em 2017 a 2018, é bacharelado em direito,e formado em gestão empresarial.
Se candidatou pela primeira vez em 2022, sendo eleito deputado federal com a votação de 138.448.